# Ledyard (Nueva York)
Ledyard es un pueblo ubicado en el condado de Cayuga en el estado estadounidense de Nueva York. En el año 2000 tenía una población de 1,832 habitantes y una densidad poblacional de 19.5 personas por km².

## Historia
La parte sur de Ledyard estaba en  el tracto militar de la Central de Nueva York, y la parte norte era una reservación designada para los cayugas. Los primeros colonos llegaron alrededor de 1789. Ledyard fue fundada en 1823 como parte del pueblo de Scipio.

## Personas notables
Henry Wells, fundador de Wells Fargo y American Express era de Aurora.

## Geografía
Acorde a la Oficina del Censo de los Estados Unidos, Ledyard tiene una área total de 48.5 millas cuadradas, de los que 36.1 millas cuadradas es tierra y 12.5 millas cuadradas, o 25.67%, es agua.
El pueblo está en la costa este del Lago Cayuga, en la región de Lagos Finger.
Ledyard se encuentra ubicado en las coordenadas 42°45′22″N 76°40′7″O / 42.75611, -76.66861.

## Demografía
Según la Oficina del Censo en 2000 los ingresos medios por hogar en la localidad eran de $42,857, y los ingresos medios por familia eran $51,842. Los hombres tenían unos ingresos medios de $31,719 frente a los $24,750 para las mujeres. La renta per cápita para la localidad era de $18,231. Alrededor del 3.4% de la población estaban por debajo del umbral de pobreza.

## Comunidades y localizaciones en Ledyard
Aurora – La villa de Aurora está en NY-90 y la costa del Lago Cayuga.
Barbers Corners – Una localización en el noreste de Ledyard.
Black Rock – Una aldea del oeste de Ledyard.
Chapel Corners – Una localización al sureste de Aurora.
Ellis Point.
Ledyard – La aldea de Ledyard está en el suroeste de Ledyard en NY-34B.
Levanna – Una aldea en NY-90 en la costa del Lago Cayuga, al norte de Aurora.
Long Point State Park – Está en el sur de la villa de Aurora.
Prospect Corners – Una localización al sureste de Aurora.
Stony Point.
Turney Corners – Una localización al sureste de Aurora.
Willets – Una aldea en la costa del Lago Cayuga, sur del parque estatal.